# Кеэм, Хелла
Хелла Кеэм (эст. Hella Keem) — эстонская лингвистка и этнограф.
Хелла Кеэм родилась 6 апреля 1915 году в Кеэма, Эстония.
С 1936 по 1943 год она изучала эстонский язык, этнографию и финно-угорские языки в Тартуском университете. После немецкой оккупации Эстонии во время Второй мировой войны Кеэм была арестована в 1943 году и провела год в тюрьме. Впоследствии она была арестована в 1945 году после советской оккупации Эстонии и провела пять лет в заключении, освобождена в 1950 году. С 1957 по 1993 год она работала лаборантом в Институте языка и литературы Академии наук Эстонской ССР.
Основными областями её исследований были тартуский и выруский диалекты. Она была самым плодовитым собирателем диалектов в Эстонии: в общей сложности она создала 223 000 обозначений слов, более 4000 страниц текстов и записала 690 часов звукозаписей. В 1990 году она получила языковую премию «Видеманна» за свою работу.
Хелла Кеэм умерла 27 декабря 1997 г. в Тарту.

## Избранные публикации
- Tartu murde tekstid. Eesti murded III (1970)[2]
- Tartumaa saja-aastaste jutud (1995)
- Võru keel (1997)
- Johannes Gutslaffi grammatika eesti keel ja Urvaste murrak (1998) — в книге: Я. Гуцлафф. Грамматические наблюдения из эстонского языка.
- Võru murde tekstid. Eesti murded VI (2002) — с И. Кяси